# Pacita Abad
Pacita Barsana Abad (Basco, 5 de octubre de 1946-Singapur, 7 de diciembre de 2004) fue una artista filipinoestadounidense de origen ivatano. Su carrera pictórica de más de 30 años comenzó cuando viajó a Estados Unidos para realizar estudios de posgrado en España. Expuso su obra en más de 200 museos, galerías y otros lugares de todo el mundo, incluidas 75 exposiciones individuales. Su obra forma parte de colecciones de arte públicas, corporativas y privadas de más de 70 países.

## Trayectoria

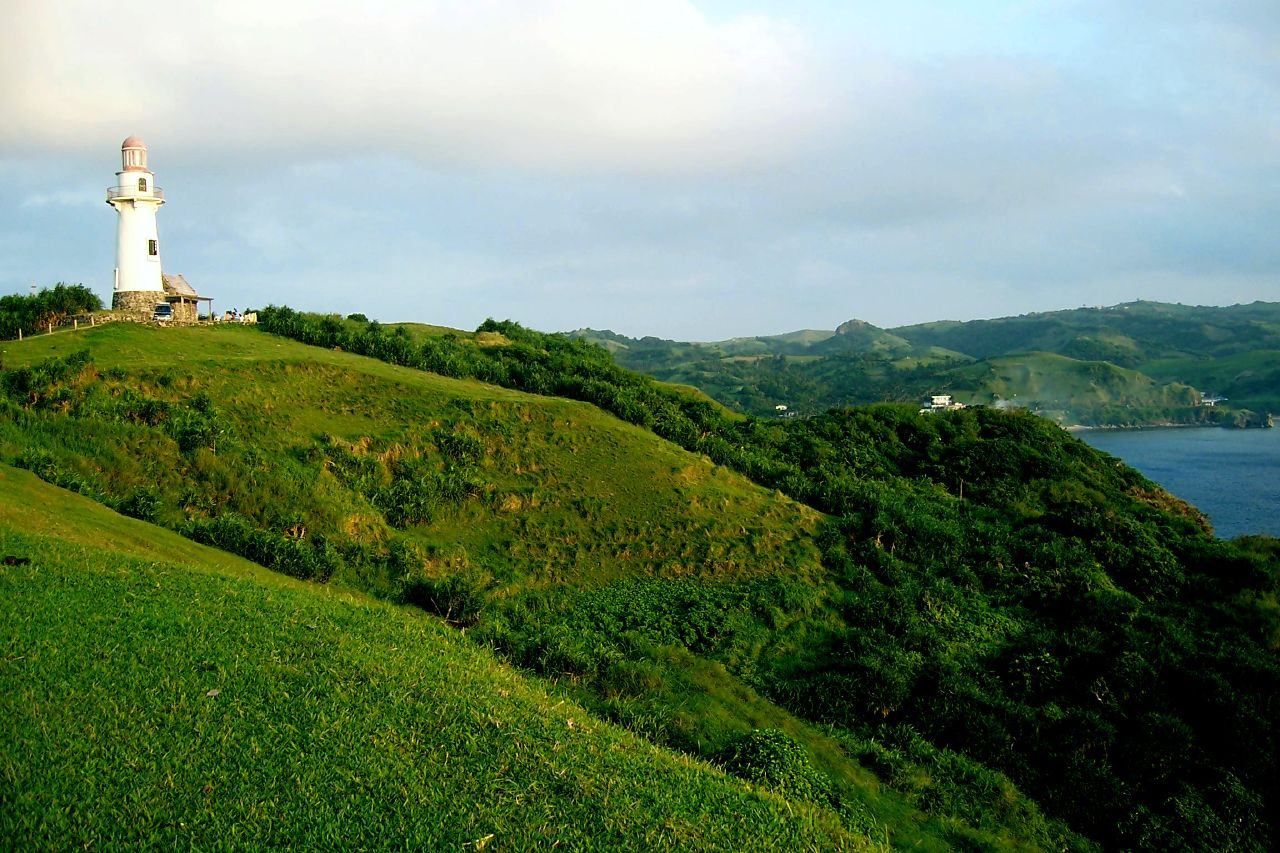
Batanes, donde nació Pacita Abad en una familia de la política local, es la provincia más pequeña de Filipinas.

Nació en Basco, Batanes, el 5 de octubre de 1946, la quinta de trece hermanos. Era hija de Aurora Barsana y Jorge Abad.
De 1949 a 1972, su padre, Jorge Abad, representó al único distrito de Batanes durante un total de cinco mandatos no consecutivos en el Congreso de Filipinas. Su madre, Aurora Abad, ocupó durante una legislatura (1966-1969) el mismo cargo electo que su esposo, después de que éste fuera nombrado secretario de Obras Públicas y Carreteras por el presidente Diosdado Macapagal. La familia Abad se trasladó de Batanes a Manila al final del primer mandato de Jorge Abad.
En Manila, Pacita Abad asistió a la Legarda Elementary School y a la Ramon Magsaysay High School.
En 1968 se graduó en Ciencias Políticas por la Universidad de Filipinas en Dilimán. Al año siguiente, comenzó sus estudios de Derecho en la misma institución. Durante esa época, también empezó a organizar manifestaciones estudiantiles para protestar por las brutales tácticas empleadas en las elecciones generales de 1969, incluidas las utilizadas en Batanes, donde su padre se presentaba a otro mandato. Tras una manifestación cerca de Malacañang, Junto con varios de sus compañeros se reunieron con el presidente Ferdinand Marcos, lo que atrajo la atención de los medios de comunicación nacionales a su protesta.
La casa de la familia Abad en Manila, pronto se convirtió en blanco de la violencia y fue tiroteada una noche. Aunque nadie resultó herido, tras el incidente, sus padres la animaron a abandonar el país y continuar sus estudios de Derecho en España. En 1970, de camino a Europa, visitó a una tía en San Francisco y decidió quedarse en Estados Unidos.
Mientras se mantuvo con dos empleos, de secretaria durante el día y de costurera por la noche, cursó un programa de posgrado en Historia de Asia en el Lone Mountain College. En 1973 terminó su tesis doctoral sobre El papel de Emilio Aguinaldo en la adquisición de Filipinas a España por parte de Estados Unidos: 1898. Tras obtener su máster en 1973, le ofrecieron una beca para asistir a la Facultad de Derecho Boalt de la Universidad de California en Berkeley. Sin embargo, aplazó su inscripción tras conocer a Jack Garrity, un estudiante de posgrado de Stanford. Ambos viajaron por Asia durante un año, incluyendo una estancia de dos meses en Filipinas. A su regreso a California, Abad renunció a su beca de Derecho y se dedicó a la pintura.
Más tarde, la pareja se trasladó a Washington D. C. y luego a Nueva York, donde tomó clases de pintura en la Corcoran School of Art y en la Liga de estudiantes de arte de Nueva York, respectivamente; en esta última, se centró en la naturaleza muerta y la pintura figurativa con John Heliker y Robert Beverly Hale.
De 1978 a 1980, viajó con Garrity a Bangladés, Sudán y Tailandia. Durante ese tiempo, recorrió la región, aprendió técnicas y tradiciones artísticas indígenas y conoció campos de refugiados, experiencias que más tarde influyeron en su trabajo como artista.
En Tailandia, se centró en la crisis de refugiados en la frontera entre Tailandia y Camboya tras el estallido de la guerra camboyano-vietnamita. Durante varios viajes a los campos de refugiados de la frontera para ayudar en las tareas de socorro, pasó tiempo con los refugiados, periodistas y administradores de la ayuda, y empezó a dibujar bocetos y hacer fotografías. A finales de 1979, empezó a pintar a partir del material que había reunido y, en abril de 1980, expuso la serie de 24 cuadros Retratos de Kampuchea, también conocida como la serie de los Refugiados camboyanos, en el Instituto Bhirasri de Arte Moderno de Bangkok.
De 1980 a 1982, vivió en Boston mientras Garrity cursaba un programa de posgrado de dos años por la Universidad de Boston. En 1981 comenzó su serie Máscaras y espíritus con su primer cuadro de «trapunto».

En 1982, la pareja se trasladó a Manila, donde Garrity trabajó para el Banco Asiático de Desarrollo y dónde Abad celebró dos grandes exposiciones individuales: en 1984, Pacita Abad: Una pintora filipina mira al mundo, comisariada por Arturo Luz, en el Museo de Arte Filipino; y en 1985, Pacita Abad: Pinturas de gentes y paisajes de Batanes, comisariada por Ray Albano, en el Centro Cultural de Filipinas.

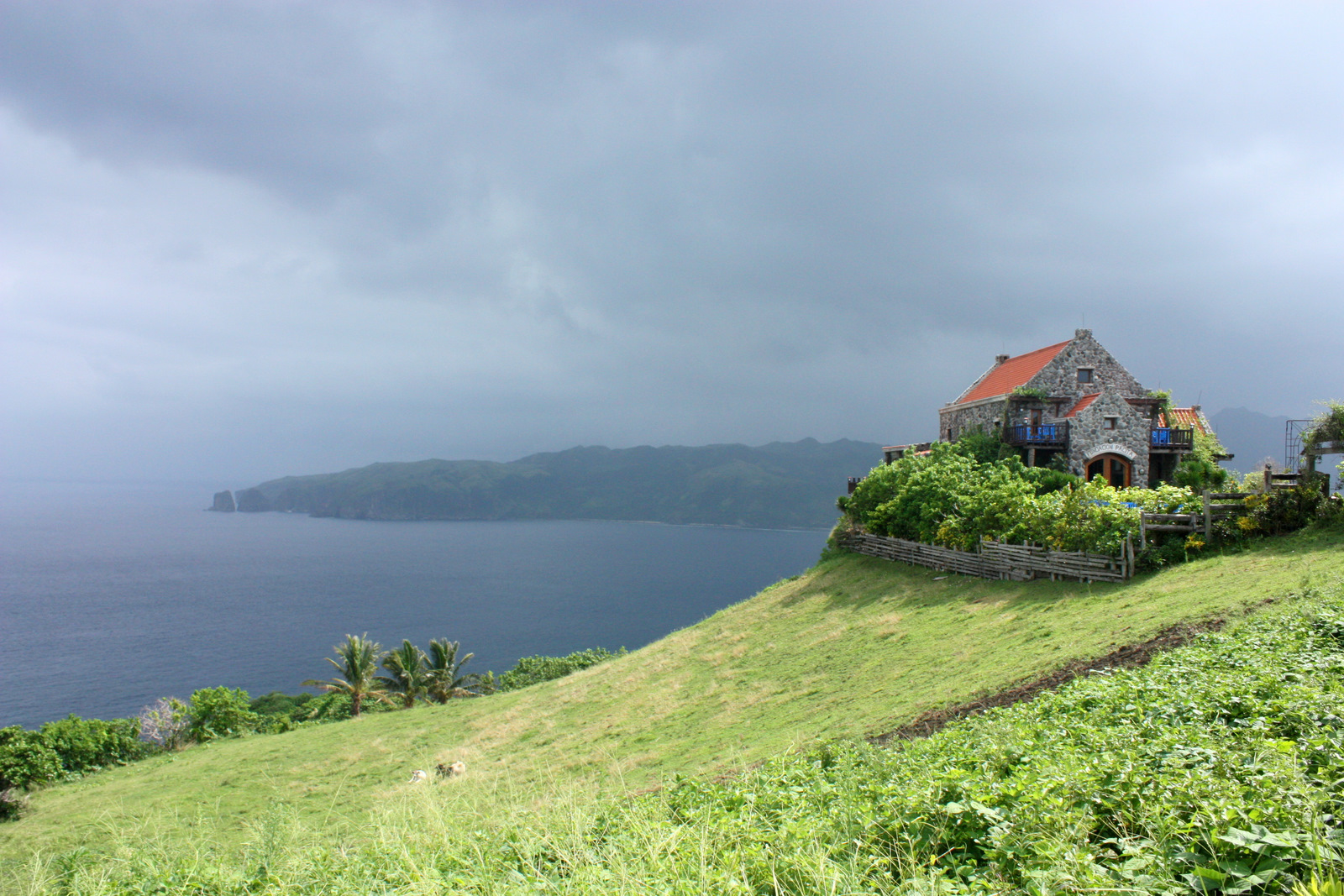
Fundación Pacita, la casa-estudio de vacaciones de Pacita Abad, en Batanes. Después de su muerte, el lugar fue remodelado y convertido en un hotel boutique y galería.

En 1986, Abad y Garrity regresaron a Washington D. C. para trabajar en el Banco Mundial. Abad se nacionalizó estadounidense en 1994.
Tras una batalla de tres años contra el cáncer de pulmón, falleció en Singapur el 7 de diciembre de 2004. Se encuentra enterrada en Batanes, junto a su casa de vacaciones y estudio convertida en la Fundación Pacita.

## Obra
Sus primeros cuadros fueron principalmente obras figurativas sociopolíticas de personas y máscaras primitivas. Otra serie fue de pinturas a gran escala de escenas submarinas, flores tropicales y animales salvajes. Sin embargo, su obra más extensa es su vibrante y colorida obra abstracta –muchos lienzos a gran escala, pero también varios collages pequeños– sobre diversos materiales, desde lienzo y papel hasta tela de corteza, metal, cerámica y vidrio. Abad creó más de 4500 obras. Pintó el puente de Alkaff de 55 m de largo en Singapur y lo cubrió con 2350 círculos multicolores, pocos meses antes de morir.
Desarrolló una técnica de pintura «trapunto» (llamada así por una técnica de acolchado), que consistía en coser y rellenar sus lienzos pintados para darles un efecto tridimensional y escultórico. Luego empezó a incorporar a la superficie de sus cuadros materiales como telas tradicionales, espejos, cuentas, conchas, botones de plástico y otros objetos.

## Reconocimientos
Recibió numerosos premios a lo largo de su carrera artística, de los cuales el más memorable fue el primero, el Premio TOYM de Arte en Filipinas en 1984. El Ten Outstanding Young Men (TOYM) es un premio que solo se había entregado a hombres, hasta que en 1984, Abad se convirtió en la primera mujer en recibir este prestigioso galardón. Hecho que provocó un gran revuelo entre la opinión pública, y se enviaron cartas a los editores de periódicos de hombres y artistas masculinos que pensaban que ellos y no Abad, deberían haber recibido el premio. A pesar de esto, Abad se mostró encantada de haber roto la barrera de género, y en su discurso de aceptación afirmó que «hacía tiempo que las mujeres filipinas debían haber sido reconocidas, ya que Filipinas estaba llena de mujeres sobresalientes» y se refirió con orgullo a su madre.
Sapuno, un óleo expresionista de la Serie de Batanes, que formó parte de la exposición del Centro Cultural de Filipinas de 1985, Pacita Abad: Pinturas de gentes y paisajes de Batanes, perdida ese mismo año, reapareció en la Galería León, Legazpi Village, Makati Central Business District, cuando un propietario anónimo la adquirió con la descripción «un recuerdo de su patio trasero en Batanes».
Las obras de Pacita Abad se han expuesto en galerías y museos de Filipinas durante el Mes de las Artes de Filipinas y festivales de arte anuales.
En 2019, la Tate Modern expuso las 3 obras de lienzo acolchado de Abad: Bacongo III-IV (1986) y European Mask de 1990. Las pinturas acolchadas trapunto se mostraron en el Frieze London.
El 31 de julio de 2020, fue conmemorada con un Google Doodle.
En 2023, se celebró su primera gran retrospectiva, con una exposición que se inauguró en el Walker Art Center de Minneapolis, y viajó al Museo de Arte Moderno de San Francisco, seguida del MoMA PS1 de Nueva York, y luego a la Galería de Arte de Ontario en Toronto. A partir de 2024, se convirtió en la mayor exposición museística de Estados Unidos dedicada a una artista americana de origen asiático.
Sus obras se han expuesto en el Guggenheim Abu Dhabi, el Museo Nacional de Mujeres Artistas o en la 60.ª Bienal de Venecia, por primera vez, en 2024, junto a las artistas filipinas Anita Magsaysay-Ho, Nena Saguil y Maria Taniguchi.

## Cita
Siempre veo el mundo a través del color, aunque mi visión, perspectiva y pinturas están constantemente influidas por nuevas ideas y entornos cambiantes. Me siento como un embajador de los colores, siempre proyectando un estado de ánimo positivo que ayuda a hacer sonreír al mundo.